# Yang Junxia
Yang Junxia (2 de maig de 1989) és una esportista xinesa que competeix en judo, guanyadora d'una medalla de plata als Jocs Asiàtics de 2014, i una medalla de bronze al Campionat Asiàtic de Judo de 2016.

## Palmarès internacional
| Jocs Asiàtics     | Jocs Asiàtics            | Jocs Asiàtics | Jocs Asiàtics |
| Any               | Lloc                     | Medalla       | Categoria     |
| ----------------- | ------------------------ | ------------- | ------------- |
| 2014              | Incheon ( Corea del Sud) | 2             | –63 kg        |
| Campionat Asiàtic |                          |               |               |
| Any               | Lloc                     | Medalla       | Categoria     |
| 2016              | Taskent ( Uzbekistan)    | 3             | –63 kg        |